# Кальвіністська церква
Кальвіні́стська це́рква, Кальвіні́зм — один із напрямів протестантизму, що виник у Швейцарії в XVI ст. Основний текст — «Institutio Christianae religionis».

## Опис

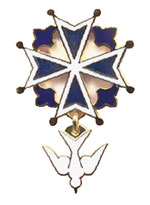
Символ (знак) кальвіністів

Кальвіністська церква засуджує марнотратство, обстоює ощадливість, не визнає бідність як ознаку святості, вимагає сумлінної праці заради накопичення багатства. У кальвінізмі відкинуто всі зовнішні атрибути культу — вівтар, ікони, свічки, хрест. Обрядове життя зводиться до слухання молитов, створених пастором, його проповіді, співу псалмів. Шлюб освячується вдома, над померлими вдома читається молитва. Скасовані літургії та всі католицькі свята, окрім воскресіння.
Для кальвінізму характерно було:
- визнання лише Святого Письма, «Бог дав нам дві книги, два откровення про Себе: книгу природи та Біблію»;
- велике значення доктрини передвизначення (що йде від Божої волі — передвизначення життя людини, її спасіння та осудження);
- успіх у професійній діяльності служить підтвержденням вибраності;
- відкидання необхідності допомоги духовенства в спасінні людей;
- спрощення церковної обрядності.

Кальвінізм поширений у Шотландії, Нідерландах і в частині Швейцарії. Його прийняли пуритани в Англії та в Новій Англії й Пресвітеріанська і Конгрегаціоналістська церкви в США. Основу доктрини становить ідея передвизначення, відповідно до якої деякі душі заздалегідь обрані Богом, завдяки жертві Христа, для спасіння, а інші прокляті. Наразі кальвінізм у його найсуворішій інтерпретації зустрічається рідко, хоча століття тому спостерігалося його відродження у вигляді неокальвінізму завдяки роботам Карла Барта.

## Теологія

### Одкровення і Святе Письмо
Реформатські богослови вважають, що Бог сповіщає людям знання про себе через Слово Боже. Безпосередньо люди не здатні нічого знати про Бога, окрім як через самооб'явлення. (За винятком загального об'явлення Бога: «Його невидимі властивості, Його вічна сила і божественна природа стали ясно видимими, будучи зрозумілими через те, що створено, так що вони не мають виправдання» (Римлянам 1:20). Домисли про те, чого Бог не відкрив через Своє Слово, не мають під собою жодних підстав. Знання, які люди мають про Бога, відрізняються від тих, які вони мають про будь-що інше, тому що Бог є безмежним, а обмежені люди не здатні осягнути безмежну істоту. Хоча знання, які Бог відкриває людям, ніколи не бувають неправильними, вони також ніколи не бувають вичерпними.

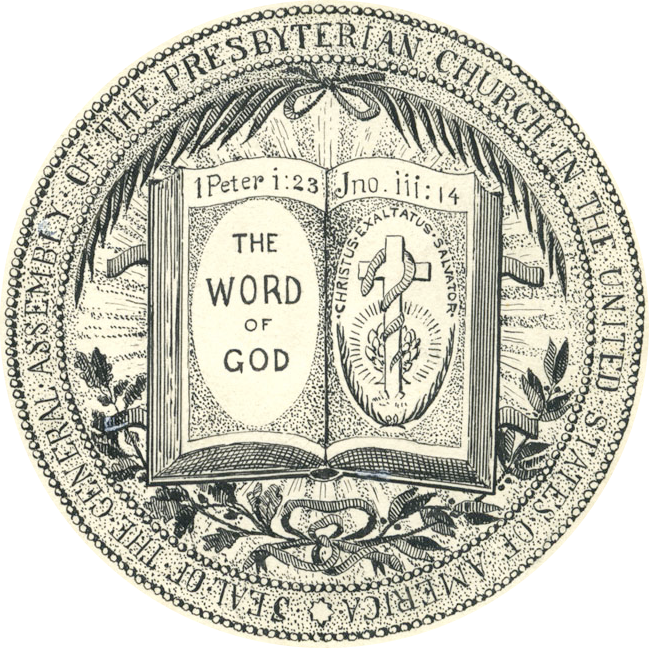
Печатка Пресвітеріанської церкви в Сполучених Штатах Америки, ранньої американської пресвітеріанської церкви.

На думку реформатських богословів, самооб'явлення Бога завжди відбувається через його сина Ісуса Христа, оскільки Христос є єдиним посередником між Богом і людьми. Об'явлення Бога через Христа відбувається двома основними каналами. Перший — це творіння і провидіння, тобто Боже творіння, яке Бог творить і продовжує діяти у світі. Ця Божа дія дає кожній людині знання про Бога, але це знання є достатнім лише для того, щоб зробити людину винною у своїх гріхах, воно не включає в себе знання Євангелія. Другий канал, через який Бог відкриває себе, — це відкуплення, тобто Євангеліє спасіння від осуду, який є покаранням за гріх.
У реформатському богослов'ї Слово Боже приймає кілька форм. Сам Ісус Христос є втіленим Словом. Пророцтва про нього, що містяться в Старому Завіті, і служіння апостолів, які бачили його і передавали його послання, також є Словом Божим. Крім того, проповідь служителів про Бога є тим самим Словом Божим, оскільки вважається, що Бог говорить через них. Бог також промовляє через людських письменників у Біблії, яка складається з текстів, виділених Богом для самооб'явлення. Реформатські богослови підкреслюють, що Біблія є унікально важливим засобом, за допомогою якого Бог спілкується з людьми. Люди отримують знання про Бога з Біблії, які не можуть бути отримані ніяким іншим шляхом
Реформатські богослови стверджують, що Біблія є істинною, але між ними виникають розбіжності щодо значення і ступеня її правдивості. Консервативні послідовники Принстонських богословів дотримуються думки, що Біблія є істинною і непомильною, або нездатною до помилки чи брехні, в кожному місці. Цей погляд дуже схожий на погляд католицької ортодоксії, а також сучасного євангелізму. Інший погляд, під впливом вчення Карла Барта і неоортодоксії, міститься у Сповіді Пресвітеріанської церкви (США) 1967 року. Ті, хто дотримується цієї точки зору, вважають, що Біблія є основним джерелом наших знань про Бога, але також вважають, що деякі частини Біблії можуть бути помилковими, не свідчать про Христа і не є нормативними для сучасної церкви. З цієї точки зору, Христос є одкровенням Бога, а Святе Письмо свідчить про це одкровення, а не є самим одкровенням.

### Теологія завіту
Реформатські богослови використовують поняття заповіту для опису того, як Бог вступає в спілкування з людьми в історії. Поняття заповіту настільки важливе в реформатському богослов'ї, що реформатське богослов'я в цілому іноді називають «богослов'ям заповіту». Однак, богослови шістнадцятого і сімнадцятого століть розробили особливу богословську систему під назвою «богослов'я завіту» або «федеральне богослов'я», яку багато консервативних реформатських церков продовжують сповідувати і сьогодні. Ця система впорядковує життя Бога з людьми, в першу чергу, двома заповітами: заповітом справ і заповітом благодаті.
Завіт діл укладений з Адамом і Євою в Едемському саду. Умови заповіту полягають в тому, що Бог забезпечує благословенне життя в саду за умови, що Адам і Єва будуть бездоганно підкорятися Божому закону. Через те, що Адам і Єва порушили заповіт, з'ївши заборонений плід, вони були піддані смерті і були вигнані з саду. Цей гріх був переданий всьому людству, тому що всі люди, як кажуть, знаходяться в Адамі як в завітній або «федеральній» голові. Федеральні богослови зазвичай роблять висновок, що Адам і Єва отримали б безсмертя, якби були бездоганно слухняними.
Другий завіт, який називається завіт благодаті, як кажуть, був укладений відразу після гріхопадіння Адама і Єви. У ньому Бог милостиво пропонує спасіння від смерті за умови віри в Бога. Цей завіт по-різному подається в Старому і Новому Заповітах, але зберігає суть, яка полягає в тому, що він вільний від вимоги досконалого послуху.
Під впливом Карла Барта багато сучасних реформатських богословів відкинули завіт справ разом з іншими концепціями федерального богослов'я. Барт розглядав завіт справ як відірваний від Христа і Євангелія, і відкидав ідею, що Бог працює з людьми таким чином. Натомість Барт стверджував, що Бог завжди взаємодіє з людьми в рамках заповіту благодаті, і що завіт благодаті вільний від будь-яких умов. Теологія Барта і його послідовників була названа «монозавітною» на противагу «двозавітній» схемі класичного федерального богослов'я. Консервативні сучасні реформатські богослови, такі як Джон Мюррей, також відкинули ідею завітів, заснованих на законі, а не на благодаті. Майкл Хортон, однак, захищав завіт справ як поєднання принципів закону і любові.

### Бог
Здебільшого реформаторська традиція не змінила середньовічного консенсусу щодо вчення про Бога. Характер Бога описується переважно за допомогою трьох прикметників: вічний, нескінченний і незмінний. Реформатські богослови, такі як Ширлі Гатрі, запропонували, що замість того, щоб сприймати Бога з точки зору його атрибутів і свободи робити те, що йому заманеться, вчення про Бога повинно базуватися на Божій діяльності в історії і його свободі жити з людьми і дарувати їм можливості.
Традиційно реформатські богослови також слідували середньовічній традиції, що сягає ще до ранніх церковних соборів у Нікеї та Халкедоні, щодо вчення про Трійцю. Стверджується, що Бог є єдиним Богом у трьох особах: Отця, Сина і Святого Духа. Син (Христос) вважається вічно народженим від Отця, а Святий Дух вічно походить від Отця і Сина. Однак сучасні богослови і тут критично ставляться до деяких аспектів західних поглядів. Спираючись на східну традицію, ці реформатські богослови запропонували «соціальний тринітаризм», де особи Трійці існують лише у своєму спільному житті як особи у взаємовідносинах. Сучасні реформатські конфесії, такі як Барменська сповідь та Короткий виклад віри Пресвітеріанської церкви (США), уникають формулювань про атрибути Бога і наголошують на його роботі з примирення та розширення прав і можливостей людей. Феміністична теологиня Летті Рассел використала образ партнерства для осіб Трійці. На думку Рассел, мислення в такий спосіб заохочує християн взаємодіяти з точки зору спілкування, а не взаємності. Консервативний реформатський богослов Майкл Хортон, однак, стверджує, що соціальний тринітаризм є неспроможним, оскільки він відмовляється від сутнісної єдності Бога на користь спільноти окремих істот.

## Історія
1 листопада 1533 року ректор Паризького університету Ніколя Коп виголосив промову, написану для нього Кальвіном, що закликала до біблійної Реформації в церковному житті, подібної до лютеранської. Після цього Коп і Кальвін були змушені залишити Францію. Ця промова, а також апологетична праця Кальвіна «Інституції християнської віри», в якій він хотів пояснити королю Франциску І сенс нової віри, зробили Кальвіна відомим реформатором. Кілька років Кальвін переховувався під чужим іменем. 1536 року проїздом він зупинився в Женеві.
У 1535 році Женева під впливом свого союзника  Берна  стала протестантським містом. Головним провідником реформ у місті був Гійом Фарель, він умовив Кальвіна залишитися в Женеві, домігся для нього посади проповідника і вчителя богослов'я для того, щоб той міг організувати в місті новий церковний устрій. Кальвін взяв за зразок старозавітну Ізраїльську державу, яка несла відповідальність перед Богом за все суспільство і за кожну окрему людину в усіх сферах життя: громадській, особистій, релігійній і світській. Кальвін вважав за можливе керувати моральністю, караючи як плотських грішників, так і лжепророків. За погодженням міської ради була створена теократична Женевська республіка. Але дуже скоро, в 1538 році, Кальвіна з Фарелем вигнали з Женеви за деспотизм і суворість.
Через три роки міська рада знову запросила Кальвіна в Женеву і погодилась на виконання усіх його умов. Була заснована так звана консисторія, що зосередила в своїх руках всю повноту як світської, так і релігійної влади. За кожну провину встановлювалася міра покарання. Так за танці або гру в карти відлучали від участі у Вечері Господній, за перелюб або богохульство піддавали тілесним покаранням або страчували. Держава в Женеві зрослася з церквою і за 20 років кальвінського правління перетворилась у зразкове місто християнського способу життя у кальвінському розумінні. Карались незгодні з богослов'ям Кальвіна, всі опозиційні партії були знищені і церковні настанови Кальвіна перемогли в Женеві повністю.
Женева зайняла провідне місце серед усіх протестантських міст. Були створені нова школа і академія для підготовки проповідників. Ця академія (нині — Женевський університет) підготувала сотні проповідників для всієї Європи, що надзвичайно сприяло розповсюдженню вчення Кальвіна. Так, у Францію були направлені 150 пасторів.
Кальвін систематизував і зберіг спадщину кількох попередніх десятиліть протестантського руху: вчення про спасіння вірою та авторитет Біблії, загальне священство і виборність пресвітерів, відмову від таїнств і спрощення культу. В основній праці свого життя «Настанови у християнській вірі» (1536—1559 рр.) Жан Кальвін розвинув також нові доктрини: доктрину про жорстке або подвійне передвизначення (тобто про особисту неможливість людини до спасіння, а звідси про передвизначення Богом одних людей на спасіння, а інших — на загибель) і про те, що спокутна жертва Христа відбулася саме за передвизначених до спасіння; вчення про впевненість у спасінні (тобто християнин має вірити у свою обраність до спасіння); вчення про те, що служінням є усе життя людини, адже воно від початку в Божій волі і руках Його, є життям для Нього та Його слави (побожність, моральність і розумна упорядкованість життя, успіх у життєвому покликанні були знаками, що свідчили про обраність людини до спасіння); вчення про «мирський аскетизм» включало велику пошану продуктивної праці, ініціативності, відповідальності, особистої моральності, сімейних цінностей, лояльність до справедливої державної влади. У центрі була особистість, суворо підпорядкована Богові та Його настановам. Методичне перетворення усього життя призводило до жорсткого самоконтролю і контролю з боку церкви за життям християн.
Завдяки великому розповсюдженню праць Кальвіна, його особистому впливові і впливові Женевської республіки вчення Кальвіна поширилося у інших країнах Європи, а звідси розповсюдилося в Північній Америці і всьому світі. Так, у Франції, протестантами якої опікувався Кальвін, реформатори прийняли «Ларошельське сповідання», підготоване Кальвіном. Протестанти тут почали називатися гугенотами за прізвищем одного зі своїх керівників — Безансона Гуга. Вчення Кальвіна лягло в основу віровчення Пресвітеріанської Церкви Шотландії, сповідувалось пуританами Англії, частково було прийняте в Англіканській Церкві, а також було прийняте в інших реформатських (кальвіністських) Церквах. У Нідерландах 1571 р. Національний собор в Едмоні прийняв пресвітеріанську кальвіністську систему церковного управління. Однак тут серед протестантів у кальвінізма з'явився богословський противник — Армініанство. Послідовники Якоба Армінія на противагу вченню Кальвіна про передвизначення долі кожної людини, виробили свої 5 статей «Ремонстрації».
Сутність їх зводилась до наступного:
- вибрання людини до спасіння зумовлюється вірою, засудження зумовлюється невірою;
- вибрання до спасіння належить усім, і саме таким чином, що ніхто не отримує прощення крім тих, що увірували;
- віра йде не від людини, а від Бога;
- благодать діє не нездоланно;
- залишається невирішеним, чи є благодать нездоланною.

### 5 канонів нідерландських кальвіністів
Цим статтям нідерландські кальвіністи протиставили свої 5 канонів ортодоксального кальвінізму:
- тотальне розпутство, тобто людина нічого не може зробити для свого спасіння;
- безумовний вибір, тобто людина обирається Богом без усяких на це підстав та умов;
- обмежене спокутування, тобто Христос помер тільки за обраних, а не за всіх людей;
- дійсна благодать, тобто, якщо людина обрана для спасіння, вона не може учинити опір Святому Духові;
- вічне спасіння, тобто раз спасений — спасений назавжди і не може бути залишений Богом ніколи.

Згодом ці канони стали основою усіх форм кальвінізму і були прийняті у французьких, англійських, швейцарських та інших реформатських церквах. Слід зазначити також, що армініани, як і кальвіністи вірили в повну зіпсутість людини гріхом і неможливість спасіння людини без дії Божої благодаті.

### Нові течії. Реформатські, Пресвітеріанські Церкви
З розвитком богослов'я протестантизму відбувалась поява нових течій, частина з яких прийняла 5 основних канонів ортодоксального кальвінізму. У наш час[коли?] його сповідують численні реформатські і пресвітеріанські церкви Західної Європи та Америки. 5 основних канонів кальвінізму також сповідує більшість баптистів[Джерело?].
Реформатські Церкви всього світу відомі під ім'ям реформатських або пресвітеріанських, в залежності від того, були вони історично пов'язані з Шотландією чи з континентальною Європою. Вони дотримуються однієї доктрини, мають однакову форму управління, хоча можуть називатись по-різному: в Швейцарії, Голландії та Німеччині вони називаються реформатськими, в Англії та Шотландії — пресвітеріанськими, у Франції — гугенотськими. Крім того, повсюди існують об'єднання реформатських і пресвітеріанських Церков, наприклад, Північноамериканська Рада Пресвітеріанських і Реформатських Церков, Міжнародна Рада Реформованих Церков, Об'єднання Євангельських Реформатських Церков України, яке об'єднує пресвітеріанські і реформатські громади.

## Кальвінізм в Україні
Початок розповсюдження кальвінізму на території України припадає на початок 1540-х і пов'язаний з діяльністю відомих культурних діячів, письменників, учених, політиків, які були захоплені протестантськими ідеями. Першими поборниками релігійних реформ стали найосвіченіші люди, яких запрошували багаті особи для навчання своїх дітей та розгортання науково-освітнього процесу в країні. З перших проповідників, котрі діяли в Україні як культурні діячі, перекладачі, літератори, збереглася інформація про Фому Фальковського, Павла Зеновича, Миколу Житного, Олександра Вітреліна. В Україні кальвінізм розповсюдився на всій території від Волині та Галичини до Поділля та Київщини, однак самі збори, а також школи та друкарні були зосереджені переважно у Західній Україні.
У 1554 відбувся перший синод, який об'єднав кальвіністські громади Речі Посполитої. У 1562 у Несвізькій друкарні князів Радзивіллів було вперше видруковано руською мовою кальвіністський катехизис, який уклав Шимон Будний.
У 1560-х Україні налічувалось близько 300 реформатських громад.
Еволюцію кальвінізму в Україні можна умовно поділити на 3 етапи: час зародження конфесії в 1540—1550, другий етап — 1560—1580 позначені найбільшими успіхами течії; кінець XVI — початок XVII сторіччя — період поступового згасання активності реформатських громад. У 1650-1660-х їхня діяльність у більшості регіонів України майже припиняється.
У 1565 з Кальвіністської Церкви виділилася т. зв. «Молодша Церква», які себе також називали «польськими братами», а їх опоненти йменували «аріянами», або «антитринітаріями», через заперечення ними догмату про Пресвяту Трійцю.
Слід зазначити, що поширення кальвінізму в Україні тісно пов'язане з його розповсюдженням в Польщі та Білорусі внаслідок приналежності до Речі Посполитої. Значним був і вплив кальвіністів у Польському сеймі внаслідок приналежності до кальвінізму високої шляхти. Загалом, завдяки старанням князя Миколи Христофора Радзивіла «Чорного» (1546—1589), який був канцлером Великого князівства Литовського, кальвінізм став на певний час панівним серед маґнатів та шляхти князівства, яке в той час охоплювало також значну частину українських земель. Зокрема, кальвіністами були зять Миколи Христофора Радзивіла «Чорного» Миколай Бучацький-Творовський, брати Ян, Анджей, Стефан Потоцькі та інші.
До середини XVII сторіччя відзначаються також добрі відносини між кальвіністами та православними. Найважливішим наслідком їх порозуміння став акт Варшавської конфедерації 1573 року, яким було гарантовано на території Речі Посполитої рівність християнських конфесій та заборонено вживати зброю для розв'язання міжконфесійних конфліктів. Цей пункт увійшов також до Pacta Conventa — зобов'язань, які брав на себе під присягою кожний новообраний король Речі Посполитої. В період особливої небезпеки з боку католицизму спільність православних і кальвіністів вітало навіть українське козацтво. Мова йшла навіть про укладення між ними відповідної унії на заміну унії з Католицькою Церквою. Однак успіхи кальвінізму виявилися недовготривалими. Кальвіністи не змогли об'єднатися в потужний релігійний союз, здобути симпатії народних верств і підтримку православної шляхти і православного кліру. Згодом все більше розвинулась і стала очевидною богословська непримиримість православних і кальвіністів.
Друга половина XVII — початок XVIII сторіччя — період найбільших втрат протестантизму в Україні, що була охоплена смугою військових дій. Росія, Польща, Швеція, Туреччина вели боротьбу за розподіл її території, з іншого ж боку українське козацтво, селянство, частина шляхти і міщани виборювали державну незалежність. З часом протестанти були позбавлені підтримки шляхти і суттєво зменшились чисельно. Зрештою більша територія України відійшла до Російської імперії, а західноукраїнські землі — до Австрії. Релігійна свобода в Російській імперії була значно обмежена. В першій половині XVIII сторіччя ще діяли поодинокі лютеранські та кальвіністські (реформатські) громади на теренах України.
У другій половині XVIII сторіччя за рішенням Катерини II розпочинається колонізація завойованих територій півдня та сходу України. Найвагомішою частиною колоністів стали німецькі та голландські меноніти, які як досвідчені робітники запрошувались для освоєння нових територій. Вони формували колонії з одновірців і жили достатньо відокремленим від українського населення життям, хоча і брали на роботу найманих працівників з українців. Історично менонітство (за прізвищем засновника течії Менно Симонса) є крайньою гілкою кальвінізму і на ранньому етапі дотримувалось догматів про передвизначення та мирське призначення віруючого. Меноніти сповідують принцип «тільки Писання», принцип загального священства. Однак на відміну від кальвіністів вони сповідують і практикують хрещення лише в дорослому віці через повне занурення або обливання водою. У другій половині 70-х років XIX ст. та 20-30 роках XX ст. значна частина менонітів з України емігрувала в США, Канаду, Південну Америку. Інша частина у 60-х роках минулого сторіччя приєдналася до Союзу євангельських християн-баптистів СРСР.
Близьким до кальвіністського було вчення Російського союзу баптистів про спасіння людини, написане на початку XX-го сторіччя. Однак на початок 90-х років того ж сторіччя більшість євангельських християн-баптистів стояли вже ближче до армініанського вчення про спасіння. З настанням релігійної свободи значна частина вітчизняних віруючих отримала можливість навчатись закордоном, зокрема в навчальних закладах, що сповідують кальвіністське віровчення. Внаслідок цього збільшилася кількість українських баптистів, що сповідують кальвіністські погляди на спасіння. Хоча на офіційному рівні все ж таки переважають армініанські погляди з питання спасіння людини.
З відкриттям кордонів також з'явилась можливість відкриття нових церков закордонними місіонерами. Завдяки праці місіонера Филимона Семенюка в містах Рівному і Степані у 1992 р. були зареєстровані реформатські церкви, а в 1996 Євангельська пресвітеріанська церква була зареєстрована в Одесі.
За статистичними даними на 1 січня 2008 в Україні зареєстровано 65 пресвітеріанських громад. Переважна більшість їх розташована в Південній та Центральній Україні. Діє 2 навчальні заклади, 27 недільних шкіл, 1 періодичне видання, 76 священнослужителів. Пресвітеріанські церкви України підтримуються з боку своїх одновірців із США та Південної Кореї.
Церкви сповідують кальвіністське віровчення та користуються Вестмінстерським сповіданням віри, розробленим і прийнятим в 1649 році на Вестмінстерській Асамблеї в Англії. Відбуваються таїнства: водне хрещення і Святе Причастя. Здійснюється хрещення як дорослих, так і дітей віруючих батьків. При хрещенні занурення не є обов'язковим, обливання чи кроплення водою також вважається правильним. Богослужіння відбувається в скромній обстановці. Супроводжується співом професійних хорів. Проводиться проповідь Євангелія з кафедри рідною мовою, загальний спів з книги псалмів. Церкви дотримуються колегіального керівництва громадами.
Церкви, що входять до складу Євангельської пресвітеріанської церкви України (ЄПЦУ), входять також до Союзу Євангельських Реформатських Церков України. Союз Євангельських Реформатських церков складається з пресвітеріанських і реформатських церков України. До союзу входить близько 20 церков.
Євангельська Реформатська семінарія України є спільним навчальним закладом Української євангельської реформатської церкви і Євангельської пресвітеріанської церкви України. Зараз в семінарії навчається близько 50 студентів.
Іншою церквою України, що дотримується кальвіністського богослов'я, є Закарпатська реформатська церква (ЗРЦ), абсолютною більшістю вірних якої є угорці та яка історично походить від реформатів Угорщини. В Угорщині протестантизм спочатку поширювався у формі лютеранства, але близько 1557 року більшість угорських протестантів прийняли кальвіністське «Ченгеріанське сповідання».
На Закарпатті перші громади реформатів з'явилися в 1520-1530-х. На сьогодні ЗРЦ складається із 114 громад, що обслуговуються 53 священнослужителями. ЗРЦ входить до Всесвітньої Реформатської Спілки; керується її настановами в організаційних та канонічних справах, зберігаючи автономію в управлінні. Церква діє у 8 районах Закарпатської області. Ця територія поділяється на три церковні округи (Ужанський, Березський, Мароморош-Угочанський), які підпорядковуються Управлінню ЗРЦ. Найвищу владу здійснюють Загальні збори і Синод Управління ЗРЦ. Єпископ Церкви і Синод обираються на 4 роки. При громадах діє 107 недільних шкіл. Також церква фінансує три спеціалізовані школи-інтернати, в яких, крім обов'язкових загальноосвітніх дисциплін, викладаються окремі релігійно-богословські предмети. Водночас ЗРЦ не має власного духовного навчального закладу, а тому охочі навчаються за кордоном.
У с. Велика Добронь Ужгородського району засновано благодійний будинок милосердя для дітей «Добрий самаритянин», яким опікується спеціалізований Благодійний фонд ЗРЦ, що надає й іншу соціальну допомогу. Із 1998 церква видає щоквартальник «Кюлдетеш» («Місія») — орган Управління ЗРЦ.